# Viện Hàn lâm Khoa học Brasil
Viện Hàn lâm Khoa học Brasil (tiếng Bồ Đào Nha: Academia Brasileira de Ciências viết tắt ABC) là viện hàn lâm quốc gia của Brasil. Viện có nhiệm vụ nghiên cứu và phát triển các ngành khoa học ở Brasil.

## Lịch sử
Viện được thành lập ngày 3/05/1916 bởi 27 nhà khoa học Brasil, với tên ban đầu là "Hội Khoa học Brasil", trụ sở đặt ở thành phố Rio de Janeiro. Năm 1921, viện đổi tên thành "Viện hàn lâm Khoa học Brasil" như hiện nay.
Ban đầu, Hội chỉ có 3 ban ngành: Toán học, Vật lý học, Hóa học và Sinh học. Mục tiêu chính của Hội là khuyến khích các hội viên tiếp tục công việc nghiên cứu khoa học và phổ biến khoa học cơ bản để thúc đẩy sự phát triển công nghệ Brasil.
Charles Henry Morize là chủ tịch đầu tiên của Hội. Năm 1928 Arthur Alexandre Moses lên làm chủ tịch Viện hàn lâm. Ông đã cho xuất bản lại "Tập san của Viện hàn lâm Khoa học Brasil".
Năm 1959 chính phủ cấp tiền cho Viện mua toàn bộ tòa nhà trụ sở của Viện hiện nay. Từ cuối thập niên 1960 tới đầu thập niên 1980, Viện do hai nhà khoa học nổi tiếng Aristides Pacheco Leão và Maurício Matos Peixoto thay nhau lãnh đạo.
Trong thập niên 1970, Viện đã nhận được trợ cấp tài chính quan trọng của chính phủ liên bang, giúp viện có phương tiện mở rộng những hoạt động, tham gia các chương trình khoa học quan trọng của quốc gia và quốc tế.

## Tổ chức
Hiện nay, Viện có 10 ban ngành chuyên môn:
- Toán học
- Vật lý học
- Hóa học
- Khoa học Trái đất
- Sinh học
- Y học
- Khoa học Sức khỏe (Health Science)
- Khoa học Nông nghiệp
- Khoa học kỹ thuật (Engineering Sciences) và
- Khoa học Nhân văn.

## Các chủ tịch Viện Hàn lâm khoa học Brasil
- Henrique Morize (1916-1926)
- Juliano Moreira (1926-1929)
- Miguel Osório de Almeida (1929-1931)
- Eusébio Paulo de Oliveira (1931-1933)
- Arthur Alexandre Moses (1933-1935/1941-1943/1947-1949/1951-1965)
- Álvaro Alberto da Mota e Silva (1935-1937/1949-1951)
- Adalberto Menezes de Oliveira (1937-1939)
- Inácio Manuel Azevedo do Amaral (1939-1941)
- Cândido Firmino de Melo Leitão (1943-1945)
- Mario Paulo de Brito (1945-1947)
- Carlos Chagas Filho (1965-1967)
- Aristides Azevedo Pacheco Leão (1967-1981)
- Maurício Matos Peixoto (1981-1991)
- Oscar Sala (1991-1993)
- Eduardo Moacyr Krieger (1993-2007)
- Jacob Palis Jr. (2007-2013)

## Một số viện sĩ nổi tiếng
- Alain Meunier
- Amir Ordacgi Caldeira
- Aziz Nacib Ab'Saber
- Carl Djerassi
- Carlos Henrique de Brito Cruz
- Charles D. Michener
- Chen Ning Yang
- Chintamani Nagesa Ramachandra Rao
- Claude Cohen-Tannoudji
- Constantino Tsallis
- Crodowaldo Pavan
- D. Allan Bromley
- David Goldstein
- David Henry Peter Maybury-Lewis
- Edmundo de Souza e Silva
- Eduardo Moacyr Krieger
- Eduardo Oswaldo Cruz
- Ernst Wolfgang Hamburger
- Harold Max Rosenberg
- Henry Taube
- Jayme Tiomno
- Jean-Christophe Yoccoz
- Jens Martin Knudsen
- John Campbell Brown
- José Goldemberg
- José Leite Lopes
- Luiz Pinguelli Rosa
- Marco Antonio Zago
- Marcos Moshinsky
- Maurício Rocha e Silva
- Mayana Zatz
- Mildred S. Dresselhaus
- Nicole Marthe Le Douarin
- Norman Ernest Borlaug
- Nuno Alvares Pereira
- Oscar Sala
- Oswaldo Frota-Pessoa
- Peter H. Raven
- Pierre Gilles de Gennes
- Ricardo Renzo Brentani
- Richard Darwin Keynes
- Richard Williams
- Sérgio Henrique Ferreira
- Simon Schwartzman
- Stanley Kirschner
- Warwick Estevam Kerr
- William Sefton Fyfe